# Wydział Nauk o Polityce i Administracji Uniwersytetu Kazimierza Wielkiego w Bydgoszczy
Wydział Nauk o Polityce i Administracji Uniwersytetu Kazimierza Wielkiego w Bydgoszczy – jeden z 9 wydziałów Uniwersytetu Kazimierza Wielkiego w Bydgoszczy.

## Historia
Wydział Nauk o Polityce i Administracji powstał 1 października 2019 roku w ramach przekształcenia z istniejącego Instytutu Nauk Politycznych.

## Kierunki kształcenia

### Studia I stopnia
Dostępne kierunki:
- Bezpieczeństwo narodowe
- Cyberdemokracja i studia nad rozwojem
- Innowacyjność i zarządzanie sferą publiczną
- Politologia

### Studia II stopnia
Dostępne kierunki:
- Politologia
- Zarządzanie bezpieczeństwem narodowym

### Studia podyplomowe
Dostępne kierunki:
- Polityka miejska i zarządzanie centrami miast
- Zarządzanie dostępnością – specjalista ds. dostępności
- Zarządzanie obszarami wiejskimi

## Struktura organizacyjna
| Katedra                                               | Kierownik                             |
| ----------------------------------------------------- | ------------------------------------- |
| Katedry Teorii Polityki i Zarządzania Sferą Publiczną | dr hab. Janusz Golinowski, prof. UKW  |
| Katedra Polityki Zrównoważonego Rozwoju               | dr hab. Andrzej Papuziński, prof. UKW |
| Katedra Systemów Politycznych i Administracyjnych     | prof. dr hab. Tadeusz Wolsza          |
| Katedra Stosunków Międzynarodowych                    | dr hab. Michał Kosman, prof. UKW      |
| Katedra Myśli Politycznej i Ruchów Społecznych        | dr hab. Paweł Malendowicz, prof. UKW  |
| Katedra Polityki Bezpieczeństwa                       | dr hab. Łukasz Jureńczyk, prof. UKW   |

## Władze Wydziału
W kadencji 2020–2024:
| Stanowisko                 | Imię i nazwisko                |
| -------------------------- | ------------------------------ |
| Dziekan                    | dr hab. Artur Laska, prof. UKW |
| Prodziekan ds. kształcenia | dr Wojciech Trempała           |